# Дуб Браницьких
Дуб Браницьких. Обхват 6,14 м, висота 35 м, вік близько 600 років. Росте в парку Олександрія, Київська область, в 100 м на північний захід від Малої галявини. Названо на честь засновників парку «Олександрія» — родини Браницьких.